# Georg von Boeselager
Georg von Boeselager, född 25 augusti 1915 i Burg Heimerzheim, stupad 27 augusti 1944, var en tysk friherre och kavalleriofficer som var motståndare till nationalsocialismen.